# Colin Selby
Colin Andrew Selby (Chesapeake, Virginia, 24 de octubre de 1997), más conocido como Colin Selby, es un jugador profesional estadounidense de béisbol que se desempeña en la posición de lanzador en Baltimore Orioles, equipo de las Grandes Ligas de Béisbol (MLB).

## Carrera
Selby hizo su debut en la MLB con el equipo Pittsburgh Pirates, en el cual jugó una temporada (2023), después pasó a Kansas City Royals (2024), posteriormente a Baltimore Orioles, donde lleva jugando una temporada.